# 2018-as labdarúgó-világbajnokság-selejtező (CAF – 2. forduló)
A 2018-as labdarúgó-világbajnokság afrikai selejtezőjének 2. fordulójának mérkőzéseit tartalmazó lapja.

## Lebonyolítás
A második fordulóban 40 csapat vett részt (az 1–27. helyen rangsoroltak és az első forduló 13 továbbjutója). A csapatok oda-visszavágós rendszerben mérkőztek, a párosítások győztesei továbbjutottak a harmadik fordulóba.

## Sorsolás
A sorsolást 2015. július 25-én tartották Szentpéterváron.
A kiemelést a 2015 júliusi FIFA-világranglista alapján határozták meg. A 27 csapatot három kalapba osztották:
- Az 1. kalapba kerültek az 1–13. helyezettek
- A 2. kalapba kerültek a 14–20. helyezettek
- A 3. kalapba kerültek a 21–27. helyezettek

A kalapokból párosításokat sorsoltak. Az 1. kalap csapatai az 1. forduló győztesei közül kaptak ellenfelet. A 2. kalap csapatait a 3. kalap csapataival párosították. Az 1. és 2. kalapban lévő csapatok játsszák hazai pályán a második mérkőzést.
| 1. kalap | 1. forduló győztesei |
| --- | --- |
| 1. Algéria (19.) 2. Elefántcsontpart (21.) 3. Ghána (25.) 4. Tunézia (32.) 5. Szenegál (39.) 6. Kamerun (42.) 7. Kongó (47.) 8. Zöld-foki Köztársaság (52.) 9. Egyiptom (55.) 10. Nigéria (57.) 11. Guinea (58.) 12. Kongói DK (60.) 13. Mali (61.) | 1. Niger (96.) 2. Etiópia (101.) 3. Namíbia (114.) 4. Kenya (116.) 5. Botswana (120.) 6. Madagaszkár (122.) 7. Mauritánia (128.) 8. Burundi (131.) 9. Szváziföld (138.) 10. Tanzánia (139.) 11. Libéria (161.) 12. Csád (173.) 13. Comore-szigetek (187.) |
| 2. kalap | 3. kalap |
| 1. Egyenlítői-Guinea (63.) 2. Gabon (65.) 3. Dél-afrikai Köztársaság (70.) 4. Zambia (71.) 5. Burkina Faso (72.) 6. Uganda (73.) 7. Ruanda (78.) | 1. Togo (83.) 2. Marokkó (84.) 3. Szudán (90.) 4. Angola (92.) 5. Mozambik (95.) 6. Benin (96.) 7. Líbia (96.) |

Jegyzet
A sorsolás időpontjában az 1. forduló győztesei nem voltak ismertek.

## Párosítások
| 1. csapat       | Össz.Tooltip Aggregate score | 2. csapat               | 1. mérk. | 2. mérk.   |
| --------------- | ---------------------------- | ----------------------- | -------- | ---------- |
| Niger           | 0–3                          | Kamerun                 | 0–3      | 0–0        |
| Mauritánia      | 2–4                          | Tunézia                 | 1–2      | 2–1        |
| Namíbia         | 0–3                          | Guinea                  | 0–1      | 0–2        |
| Etiópia         | 4–6                          | Kongó                   | 3–4      | 1–2        |
| Csád            | 1–4                          | Egyiptom                | 1–0      | 0–4        |
| Comore-szigetek | 0–2                          | Ghána                   | 0–0      | 0–2        |
| Szváziföld      | 0–2                          | Nigéria                 | 0–0      | 0–2        |
| Botswana        | 2–3                          | Mali                    | 2–1      | 0–2        |
| Burundi         | 2–6                          | Kongói DK               | 2–3      | 0–3        |
| Libéria         | 0–4                          | Elefántcsontpart        | 0–1      | 0–3        |
| Madagaszkár     | 2–5                          | Szenegál                | 2–2      | 0–3        |
| Kenya           | 1–2                          | Zöld-foki Köztársaság   | 1–0      | 0–2        |
| Tanzánia        | 2–9                          | Algéria                 | 2–2      | 0–7        |
| Szudán          | 0–3                          | Zambia                  | 0–1      | 0–2        |
| Líbia           | 4–1                          | Ruanda                  | 1–0      | 3–1        |
| Marokkó         | 2–1                          | Egyenlítői-Guinea       | 2–0      | 0–1        |
| Mozambik        | 1–1 (t. 3–4)                 | Gabon                   | 1–0      | 0–1 (h.u.) |
| Benin           | 2–3                          | Burkina Faso            | 2–1      | 0–2        |
| Togo            | 0–4                          | Uganda                  | 0–1      | 0–3        |
| Angola          | 1–4                          | Dél-afrikai Köztársaság | 1–3      | 0–1        |

## Mérkőzések
A mérkőzéseket 2015 novemberében játszották.
A kezdési időpontok helyi idő szerint értendők.
| 2015. november 13. 16:00 (UTC+1) |

| Niger | 0–3               | Kamerun                          |
| ----- | ----------------- | -------------------------------- |
|       | (0–3) Jegyzőkönyv | Mbia 36' Aboubakar 39' Salli 40' |

| Stade General Seyni Koutche, Niamey Játékvezető: Noureddine El Jaafari (marokkói) |

| 2015. november 17. 15:00 (UTC+1) |

| Kamerun | 0–0         | Niger |
| ------- | ----------- | ----- |
|         | Jegyzőkönyv |       |

| Stade Omnisports Ahmadou-Ahidjo, Yaoundé Játékvezető: Gehad Grisha (egyiptomi) |

| 2015. november 13. 17:00 (UTC+0) |

| Mauritánia  | 1–2               | Tunézia                  |
| ----------- | ----------------- | ------------------------ |
| N’Diaye 22' | (1–0) Jegyzőkönyv | Khazri 62' Chikhaoui 68' |

| Stade Olympique, Nouakchott Játékvezető: Eric Otogo-Castane (gaboni) |

| 2015. november 17. 18:00 (UTC+1) |

| Tunézia                   | 2–1               | Mauritánia |
| ------------------------- | ----------------- | ---------- |
| Ben Youssef 51' Bguir 84' | (0–0) Jegyzőkönyv | Khalil 71' |

| Stade Olympique de Radès, Radès Játékvezető: Denis Batte (ugandai) |

| 2015. november 12. 16:00 (UTC+2) |

| Namíbia | 0–1               | Guinea             |
| ------- | ----------------- | ------------------ |
|         | (0–1) Jegyzőkönyv | Naby 27' Bamba 50′ |

| Sam Nujoma Stadium, Windhoek Játékvezető: Rédouane Jiyed (marokkói) |

| 2015. november 15. 19:00 (UTC+0) |

| Guinea             | 2–0               | Namíbia |
| ------------------ | ----------------- | ------- |
| Sylla 43' Naby 79' | (1–0) Jegyzőkönyv |         |

| Stade Mohamed V, Casablanca (Marokkó) Játékvezető: Bienvenu Sinko (elefántcsontparti) |

| 2015. november 14. 16:00 (UTC+3) |

| Etiópia                            | 3–4               | Kongó                                           |
| ---------------------------------- | ----------------- | ----------------------------------------------- |
| Gibeto 41' Fekadu 82' Bekele 90+1' | (1–1) Jegyzőkönyv | Bifouma 43' Nguessi 63' Ndinga 75' Binguila 81' |

| Addis Ababa Stadium, Addisz-Abeba Játékvezető: Med Kordi (tunéziai) |

| 2015. november 17. 15:30 (UTC+1) |

| Kongó                      | 2–1               | Etiópia    |
| -------------------------- | ----------------- | ---------- |
| F. N’Ganga 48' Bifouma 53' | (0–1) Jegyzőkönyv | Gibeto 28' |

| Stade Alphonse Massamba Debat, Brazzaville Játékvezető: El Fadil Mohamed (szudáni) |

| 2015. november 14. 15:30 (UTC+1) |

| Csád         | 1–0               | Egyiptom |
| ------------ | ----------------- | -------- |
| Ndouasel 73' | (0–0) Jegyzőkönyv |          |

| Stade Omnisports Idriss Mahamat Ouya, N’Djamena Játékvezető: Ferdinand Udoh (nigériai) |

| 2015. november 17. 18:00 (UTC+2) |

| Egyiptom                             | 4–0               | Csád |
| ------------------------------------ | ----------------- | ---- |
| El Neney 5' Saied 10' Hassan 36' 40' | (4–0) Jegyzőkönyv |      |

| Borg El Arab Stadium, Borg El Arab Játékvezető: Thierry Nkurunziza (burundi) |

| 2015. november 13. 15:00 (UTC+3) |

| Comore-szigetek | 0–0         | Ghána |
| --------------- | ----------- | ----- |
|                 | Jegyzőkönyv |       |

| Stade Said Mohamed Cheikh, Mitsamiouli Játékvezető: Norman Matemera (zimbabwei) |

| 2015. november 17. 15:00 (UTC+0) |

| Ghána                  | 2–0               | Comore-szigetek |
| ---------------------- | ----------------- | --------------- |
| Wakaso 18' J. Ayew 85' | (1–0) Jegyzőkönyv | M’Dahoma 73′    |

| National Sports Council, Kumasi Játékvezető: Mohamed Ragab (líbiai) |

| 2015. november 13. 19:00 (UTC+1) |

| Szváziföld | 0–0         | Nigéria |
| ---------- | ----------- | ------- |
|            | Jegyzőkönyv |         |

| Somhlolo National Stadium, Lobamba Játékvezető: Akintoye Koole (benini) |

| 2015. november 17. 16:00 (UTC+1) |

| Nigéria               | 2–0               | Szváziföld |
| --------------------- | ----------------- | ---------- |
| Simon 51' Ambrose 87' | (0–0) Jegyzőkönyv |            |

| Adokiye Amiesimaka Stadium, Port Harcourt Játékvezető: Jackson Pavaza (namíbiai) |

| 2015. november 14. 16:00 (UTC+2) |

| Botswana                   | 2–1               | Mali    |
| -------------------------- | ----------------- | ------- |
| Gadibolae 14' Mogorosi 24' | (2–0) Jegyzőkönyv | Sow 56' |

| Francistown Stadium, Francistown Játékvezető: Ali Adelaid (Comore-szigeteki) |

| 2015. november 17. 19:00 (UTC+0) |

| Mali                            | 2–0               | Botswana |
| ------------------------------- | ----------------- | -------- |
| Diabaté 10' (11-esből) Sako 30' | (2–0) Jegyzőkönyv |          |

| Stade 26 mars, Bamako Játékvezető: Ali Lemghaifry (mauritániai) |

| 2015. november 12. 15:30 (UTC+2) |

| Burundi        | 2–3               | Kongói DK                        |
| -------------- | ----------------- | -------------------------------- |
| Amissi 38' 83' | (1–1) Jegyzőkönyv | Bolasie 5' Ndombe Mubele 86' 88' |

| Stade Prince Louis Rwagasore, Bujumbura Játékvezető: Mbongiseni Fakudze (szváziföldi) |

| 2015. november 15. 15:30 (UTC+1) |

| Kongói DK                          | 3–0 megállapított | Burundi                                        |
| ---------------------------------- | ----------------- | ---------------------------------------------- |
| Nkololo 17' Bolasie 78' (11-esből) | Jegyzőkönyv       | Mbokani 28' (öngól) Abdul Razak 89' (11-esből) |

| Stade de Martyrs, Kinshasa Játékvezető: Luelseghed Ghebremichael (eritreai) |

| 2015. november 13. 16:00 (UTC+0) |

| Libéria | 0–1               | Elefántcsontpart |
| ------- | ----------------- | ---------------- |
|         | (0–1) Jegyzőkönyv | Cyriac 44'       |

| Antoinette Tubman Stadium, Monrovia Játékvezető: Youssef Essrayri (tunéziai) |

| 2015. november 17. 17:00 (UTC+0) |

| Elefántcsontpart     | 3–0               | Libéria |
| -------------------- | ----------------- | ------- |
| Sio 16' 35' Seri 64' | (2–0) Jegyzőkönyv |         |

| Felix Houphouet-Boigny, Abidjan Játékvezető: Lazard Tsiba (kongói) |

| 2015. november 13. 14:30 (UTC+3) |

| Madagaszkár                          | 2–2               | Szenegál            |
| ------------------------------------ | ----------------- | ------------------- |
| Andriatsima 27' Rakotoharimalala 59' | (1–0) Jegyzőkönyv | Konate 71' Mane 81' |

| Stade Municipal de Mahamasina, Antananarivo Játékvezető: Hudu Munyemana (ruandai) |

| 2015. november 17. 19:00 (UTC+0) |

| Szenegál                               | 3–0               | Madagaszkár |
| -------------------------------------- | ----------------- | ----------- |
| Kouyate 20' Konate 53' Biram Diouf 82' | (1–0) Jegyzőkönyv |             |

| Stade Léopold Sédar Senghor, Dakar Játékvezető: Joshua Bondo (botswanai) |

| 2015. november 13. 16:00 (UTC+3) |

| Kenya     | 1–0               | Zöld-foki Köztársaság |
| --------- | ----------------- | --------------------- |
| Olunga 9' | (1–0) Jegyzőkönyv |                       |

| Nyayo National Stadium, Nairobi Játékvezető: Denis Dembele (elefántcsontparti) |

| 2015. november 17. 18:00 (UTC–1) |

| Zöld-foki Köztársaság | 2–0               | Kenya |
| --------------------- | ----------------- | ----- |
| Ramos 45' 52'         | (1–0) Jegyzőkönyv |       |

| National Stadium, Praia Játékvezető: Joseph Lamptey (ghánai) |

| 2015. november 14. 16:30 (UTC+3) |

| Tanzánia              | 2–2               | Algéria         |
| --------------------- | ----------------- | --------------- |
| Maguri 43' Samata 55' | (1–0) Jegyzőkönyv | Slimani 72' 75' |

| Benjamin Mkapa (National Stadium), Dar es-Salaam Játékvezető: Mahamadou Keita (mali) |

| 2015. november 17. 19:15 (UTC+1) |

| Algéria                                                                                 | 7–0               | Tanzánia  |
| --------------------------------------------------------------------------------------- | ----------------- | --------- |
| Brahimi 1' Ghoulam 23' 59' (11-esből) Mahrez 43' Slimani 49' (11-esből) 75' Medjani 72' | (3–0) Jegyzőkönyv | Abbas 41′ |

| Mustapha Tchaker Stadium, Blida Játékvezető: Néant Alioum (kameruni) |

| 2015. november 11. 20:00 (UTC+3) |

| Szudán | 0–1               | Zambia      |
| ------ | ----------------- | ----------- |
|        | (0–1) Jegyzőkönyv | Kalengo 28' |

| Karima Stadium, Karima Játékvezető: Mohamed Benouza (algériai) |

| 2015. november 15. 15:00 (UTC+2) |

| Zambia                  | 2–0               | Szudán |
| ----------------------- | ----------------- | ------ |
| Musonda 59' Kalengo 81' | (0–0) Jegyzőkönyv |        |

| Levy Mwanasawa Stadium, Ndola Játékvezető: Bakary Gassama (gambiai) |

| 2015. november 13. 14:30 (UTC+1) |

| Líbia                | 1–0               | Ruanda |
| -------------------- | ----------------- | ------ |
| Saleh 48' (11-esből) | (0–0) Jegyzőkönyv |        |

| Stade Olympique, Szúsza (Tunézia) Játékvezető: Malang Diedhiou (szenegáli) |

| 2015. november 17. 15:30 (UTC+2) |

| Ruanda          | 1–3               | Líbia                        |
| --------------- | ----------------- | ---------------------------- |
| Tuyisenge 45+3' | (1–1) Jegyzőkönyv | Mounir 36' 90+3' Ghanudi 48' |

| Stade Régional de Nyamirambo, Kigali Játékvezető: Djamal Aden (dzsibuti) |

| 2015. november 12. 19:00 (UTC+0) |

| Marokkó                               | 2–0               | Egyenlítői-Guinea |
| ------------------------------------- | ----------------- | ----------------- |
| El Arabi 30' Bambou 66' Karrouchi 46′ | (1–0) Jegyzőkönyv |                   |

| Grand State d’Agadir, Agadir Játékvezető: Deniel Bennett (dél-afrikai) |

| 2015. november 15. 16:00 (UTC+1) |

| Egyenlítői-Guinea | 1–0               | Marokkó |
| ----------------- | ----------------- | ------- |
| Rui 14'           | (1–0) Jegyzőkönyv |         |

| Estadio de Bata, Bata Játékvezető: Janny Sikazwe (zambiai) |

| 2015. november 11. 19:00 (UTC+2) |

| Mozambik    | 1–0               | Gabon |
| ----------- | ----------------- | ----- |
| Pelembe 54' | (0–0) Jegyzőkönyv |       |

| Estadio Nacional do Zimpeto, Maputo Játékvezető: Parmendra Nunkoo (mauritiusi) |

| 2015. november 14. 18:00 (UTC+1) |

| Gabon         | 1–0 (h. u.)       | Mozambik |
| ------------- | ----------------- | -------- |
| Evouna 2'     | (1–0) Jegyzőkönyv |          |
| Büntetőpárbaj |                   |          |
|               | 4–3               |          |

| L’aimitié Sino Gabonaise, Libreville Játékvezető: Bernard Camille (Seychelle-szigeteki) |

| 2015. november 12. 16:00 (UTC+1) |

| Benin                                | 2–1               | Burkina Faso |
| ------------------------------------ | ----------------- | ------------ |
| Sessègnon 45+2' Bello 84' (11-esből) | (1–0) Jegyzőkönyv | Nakoulma 51' |

| Stade de l’Amitié, Cotonou Játékvezető: Bouchaib El Ahrach (marokkói) |

| 2015. november 17. 18:00 (UTC+0) |

| Burkina Faso                          | 2–0               | Benin |
| ------------------------------------- | ----------------- | ----- |
| Pitroipa 17' (11-esből) B. Traoré 70' | (1–0) Jegyzőkönyv |       |

| Stade du 4 aout, Ouagadougou Játékvezető: Mehdi Abid Sarif (algériai) |

| 2015. november 12. 15:30 (UTC+0) |

| Togo | 0–1               | Uganda   |
| ---- | ----------------- | -------- |
|      | (0–1) Jegyzőkönyv | Miya 39' |

| Stade de Kegue, Lomé Játékvezető: Yakhouba Keita (guineai) |

| 2015. november 15. 16:00 (UTC+3) |

| Uganda                | 3–0               | Togo |
| --------------------- | ----------------- | ---- |
| Massa 4' Miya 41' 45' | (3–0) Jegyzőkönyv |      |

| Mandela National Stadium, Kampala Játékvezető: Hamada Nampiandraza (madagaszkári) |

| 2015. november 13. 15:30 (UTC+1) |

| Angola    | 1–3         | Dél-afrikai Köztársaság                       |
| --------- | ----------- | --------------------------------------------- |
| Gelson 2' | Jegyzőkönyv | Rantie 13' Gabuza 20' Jali 80' (11-esből) 81′ |

| Ombaka National Stadium, Benguela |

| 2015. november 17. 19:00 (UTC+2) |

| Dél-afrikai Köztársaság | 1–0               | Angola |
| ----------------------- | ----------------- | ------ |
| Diniz 66' (öngól)       | (0–0) Jegyzőkönyv |        |

| Moses Mabhida Stadion, Durban Játékvezető: Davies Omwenko (kenyai) |